# Шрома (Озургетский муниципалитет)
Шрома (груз. შრომა) — село в Грузии, на территории Озургетского муниципалитета края (мхаре) Гурия.

## География
Село находится в западной части Грузии, на берегах реки Сепы, на расстоянии приблизительно 11 километров (по прямой) к северо-западу от города Озургети, административного центра муниципалитета. Абсолютная высота — 80 метров над уровнем моря.

## Население
По результатам официальной переписи населения 2014 года, в Шроме проживало 392 человека (188 мужчин и 204 женщины). В национальной структуре населения грузины составляли 94,9 %, армяне — 3,8 %, украинцы — 0,5 %, русские — 0,26 %.
| Год  | Население, человек |
| ---- | ------------------ |
| 2002 | 715                |
| 2014 | ↘ 392              |